# Charles Joseph Precourt
Charles Joseph Precourt (Walthman, 29 giugno 1955) è un ex astronauta statunitense. Ha partecipato alle missioni spaziali Shuttle STS-55, STS-71, STS-84 e STS-91, una come specialista di missione, una come pilota e due come comandante.